# 白河 (亞利桑那州)
白河（英語：Whiteriver）是位於美國亞利桑那州納瓦霍縣的一個人口普查指定地區。根據2010年美國人口普查，該地人口為4104人，而該地的面積約為40.88平方千米。

## 地理
白河的座標為33°49′59″N 109°58′28″W / 33.83306°N 109.97444°W，而該地最高點為海拔高度1574米（即5164英尺）。